# Герб Мордовії

Герб Республіки Мордовія

Герб Республіки Мордовія є державним символом Республіки Мордовія. Прийнятий Парламентом Республіки 30 березня 1995 року.

## Опис
Герб Мордовії являє собою зображення геральдичного щита з гербом міста Саранська — зображенням лисиці червоного кольору, що біжить, розташованої під трьома вертикально спрямованими долілиць стрілами, на тлі прапора Республіки Мордовія в середині.
Герб обрамлений золотим колоссям пшениці й золотий нашийною гривнею. Колосся пшениці персоніфікують прихильність мордовського народу до сільського господарства, а нашийна гривня — ця національна прикраса жінок.
Колосся перевити стрічкою маренового (темно-червоного), білого й синього кольорів (кольорі прапора Республіки Мордовія). На гривні містяться сім орнаментів, що означають 7 міст республіки: Ардатов, Інсар, Ковилкино, Краснослободськ, Рузаєвка, Саранськ і Темників. У верхній частині восьмикутна розетка червоного кольору — солярний знак, символ сонця.